# 터미널 (2004년 영화)
《터미널》(영어: The Terminal)은 2004년 개봉한 미국의 코미디 드라마 영화이다. 스티븐 스필버그가 감독하고 톰 행크스, 캐서린 지타존스, 스탠리 투치 등이 출연하였다. 1988년부터 10여 년 동안 프랑스 파리 샤를 드 골 공항 제1터미널에서 실제로 살았던 이란 출신의 무국적자 메흐란 카리미 나세리(Mehran Karimi Nasseri)의 실화를 바탕으로 만들어진 영화이다. 영화는 실화로부터 모티브만 따왔다. 영화의 배경은 뉴욕의 존 F. 케네디 국제공항이며 주인공의 조국이 크라코지아(Krakozhia)라는 허구 국가인 점 등이 실화와는 차이가 있다.

## 줄거리
동유럽의 소국 크라코지아에서 온 빅토르 나보르스키가 미국 뉴욕의 존 F. 케네디 국제공항에 도착한다. 입국 심사대에 선 그는 여권이 유효하지 않다는 통보를 받는다. 알고보니 빅토르가 미국행 비행기를 타는 사이 크라코지아에서 쿠데타와 내전이 일어나 일시적인 유령 국가가 되었고, 빅토르는 미국에 입국할 수도, 고국에 돌아갈 수도 없는 신세가 된 것이다. 국장 승진을 앞둔 공항 관리국의 프랭크 딕슨은 골칫덩어리가 된 빅토르를 라운지에서 쉬게 한다. 그러나 알아서 빠져 나가겠지 싶던 빅토르는 공항에 짐을 풀고 며칠이고 머물기 시작한다.
처음에 어리숙하고 영어 한 마디조차 못하던 빅토르는 시행착오를 거치면서 공항에서 사는 법을 터득하게 되며, 공항 직원들과도 조금씩 안면을 트게 된다. 특히 승무원인 아멜리아는 빅토르를 처음 만났을 때 출장 잦은 건축가로 오해하게 되고, 순박한 빅토르의 면모에 끌리게 된다. 빅토르는 손재주가 매우 뛰어났고, 혼자서 벽을 도색하는 모습을 본 공항보수 작업반이 그를 채용해서 일하게 하기도 한다.
어느 날 관리국에서 말이 통하지 않는 러시아인 여행객이 난동을 부리기 시작한다. 딕슨은 그를 처리하기 위해 같은 동유럽 출신인 빅토르를 데려와서 설득하게 한다. 러시아인은 캐나다에서 아버지의 병을 치료할 의약품을 반입하려던 것이었는데 그것이 법으로 금지되어 가져갈 수 없다고 하자 반발한 것이었다. 아버지를 살릴 수 없게 되자 울부짖는 러시아인에게, 빅토르는 그 약을 염소에 쓰는 약이라고 둘러대게 한다. 사람에게 쓰는 약이 아닌 동물 약은 반입 제한 규정이 없었기에 러시아인은 약을 가지고 돌아갈 수 있었다. 이후 이 사건을 청소부 굽타가 빅토르의 영웅적 행동으로 와전시키면서 빅토르는 직원들의 호감을 얻게 된다. 그러나 딕슨은 이런 빅토르의 행동에 앙심을 품는다.
승무원 아멜리아가 빅토르와 점점 가까워지는 것을 본 딕슨은 아멜리아를 불러 빅토르가 무국적자라는 사실을 밝힌다. 아멜리아는 빅토르가 사실을 숨겼다고 생각하여 실망한다. 빅토르는 그녀에게 갖고 있던 땅콩 통조림 캔을 열어 보여준다. 그 안에는 유명 재즈 가수들의 사인지가 가득 들어있었다. 빅토르의 아버지가 어느 날 재즈 가수들의 사진을 보고 그들의 사인을 받아서 모은 것이었는데, 딱 한 사람 베니 골슨의 사인을 받지 못하고 죽었다. 빅토르는 아버지의 소원을 이루기 위해 미국에 온 것이었다. 아멜리아는 이를 듣고 오해를 풀게 된다.
빅토르가 공항에서 지낸 지 9개월째, 마침내 크라코지아 내전이 종식된다. 아멜리아는 남자친구에게 부탁하여 빅토르에게 줄 하루치 비자를 얻어다 준다. 빅토르는 이제 입국할 수 있게 되었다고 생각했으나, 비자에는 감독관인 프랭크 딕슨의 서명이 필요했다. 딕슨이 그간 빅토르와 어울렸던 직원들의 부정행위를 언급하며 그들을 해고하겠다고 위협하자, 빅토르는 서명 요청을 철회한다. 딕슨은 당일 출발하는 크라코지아행 비행기를 타고 귀국하라고 지시하고 빅토르는 어쩔 수 없이 비행기로 향한다. 그러나 청소부 굽타가 자신의 경력을 걸고 비행기를 막아섬으로써 출항을 지연시킨다. 굽타의 희생으로 빅토르는 하루 동안 입국할 수 있게 된다. 딕슨은 마지막 수단으로 경호원들을 시켜 빅토르를 막게 시켰으나, 딕슨의 행동에 반발한 경호원들이 빅토르를 보내준다.
빅토르는 드디어 뉴욕에 나와서, 택시를 타고 베니 골슨이 공연하는 호텔로 간다. 그의 연주를 들은 뒤 사인을 받아들고 빅토르는 비로소 '집'으로 향한다.

## 배역
- 톰 행크스 - 빅토르 나보르스키
- 캐서린 지타존스 - 아멜리아 워렌
- 스탠리 투치 - 프랭크 딕슨
- 샤이 맥브라이드 - 조 멀로이
- 디에고 루나 - 엔리케 크루스
- 배리 샤바카 헨리 - 저지 서먼
- 쿠마르 팔라나 - 굽타 라잔
- 조이 살다나 - 돌로레스 토레스
- 에디 존스 - 리처드 샐책
- 주드 치콜렐라 - 칼 아이버슨
- 코리 레이놀즈 - 웨일린
- 기예르모 디아스 - 바비 알리마
- 리니 벨 - 나디아
- 발레리 니콜라예프 - 밀로드라고비치
- 마이클 누리 - 맥스
- 베니 골슨 - 본인
- 스콧 애드싯 - 택시 운전수
- 댄 피너티 - 클리프

## 한국판 성우진(KBS) (2007년 9월 22일)
- 오세홍 - 빅토르 나보르스키(톰 행크스)
- 윤소라 - 아멜리아 워렌(캐서린 지타존스)
- 강구한 - 딕슨(스탠리 투치)
- 노민 - 서먼(배리 샤바가 헨리)
- 황원 - 굽타(쿠마르 팔라나)
- 김소형 - 멀로이(샤이 맥브라이드)
- 박상일 - 실책(에디 존스)
- 석원희 - 택시 기사(마크 이바니어) / 공항 안내
- 전숙경 - 토레스(조이 살다나)
- 유동균 - 엔리케(디에고 루나)
- 이규석 - 웨일린(코리 레이놀즈)
- 민지 - 나디아(리니 벨)
- 위훈 - 맥스(마이클 누리)
- 최하나 - 공항 서점 직원(칼리스 버크) / 안내 방송
- 안영아 - 기자(미셸 아서) / 학생(샤샤 스필버그)

## 평가
대한민국의 평론가들은 대체로 감독 스티븐 스필버그의 연출과 톰 행크스의 연기에는 호평을 내렸으나, 영화가 현실 정치 문제를 건드리는 방식에 반감을 드러냈다. 허문영 평론가는 영화를 합리적인 미국 체계에 '인민주의적 휴머니즘'을 도입하려는 시도로 도식화하면서, 9·11 테러 이후의 냉혹한 미국의 현실을 거의 드러내지 않은 인공적인 이야기로 평가했다. 황진미 평론가는 《화씨 9/11》과 비교하면서 미국이 안고 있는 체제 모순을 빅토르와 딕슨이라는 개인의 문제로 취급함으로써 면피하고 있다고 강하게 비판하였다. 반면 듀나는 듀나의 영화 낙서판에 쓴 리뷰에서 정치적 문제는 거의 언급하지 않고 40~50년대 할리우드 영화의 스타일로 그려낸 '영화광의 회고조의 손길로 재현된 코미디'로 평가하였다.

## 크라코지아
크라코지아(Кракозия 또는 Кракожия)는 영화를 위해 제작된 가상의 국가. 구소련 공화국이나 동구권 국가와 매우 유사하다.